# Clivia nobilis
Clivia nobilis là một loài thực vật có hoa trong họ Amaryllidaceae. Loài này được Lindl. mô tả khoa học đầu tiên năm 1828.

## Hình ảnh

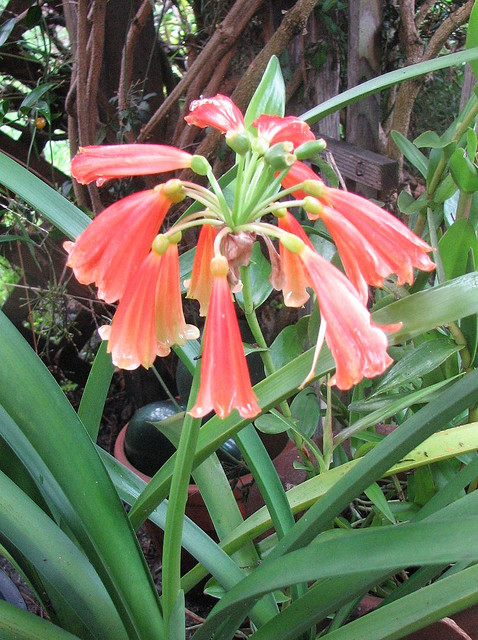
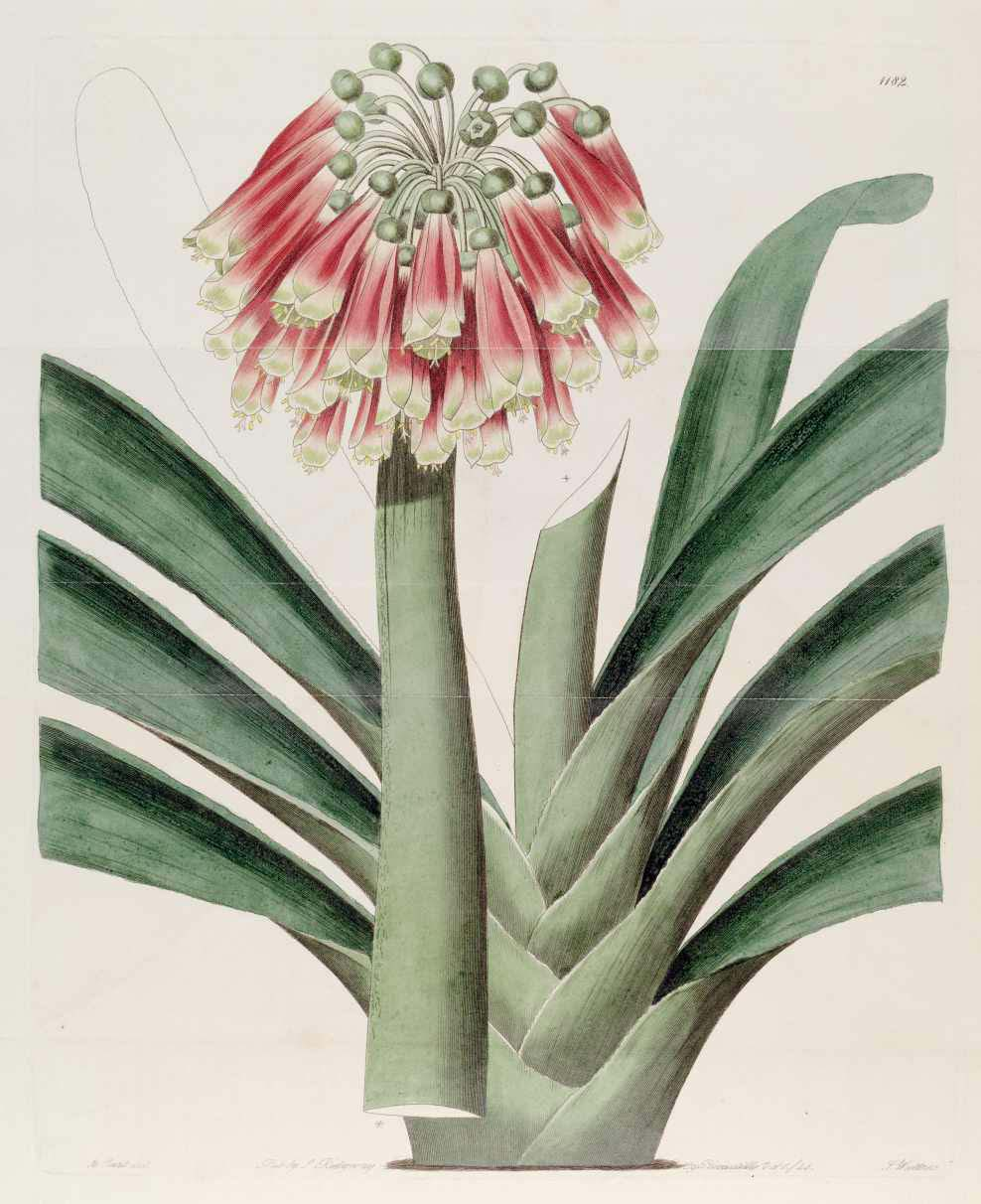
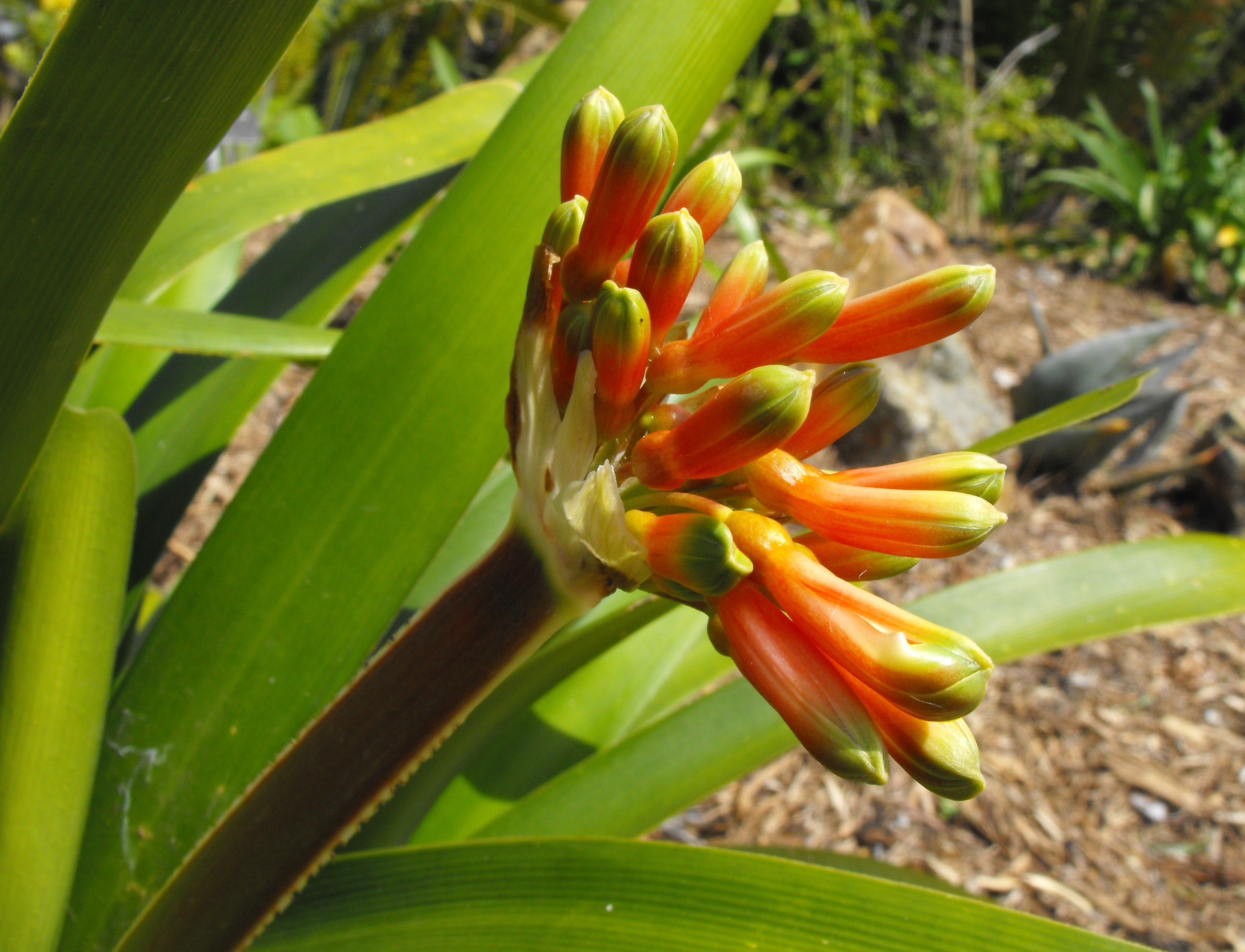